# Leandro Bolmaro
Leandro Nicolás Bolmaro (Las Varillas, 11 de setembro de 2000) é um jogador argentino-italiano de basquete profissional com contrato com o FC Bayern München.
Profissionalmente, ele jogou pelo Estudiantes de Bahía Blanca da Liga Argentina e pelo FC Barcelona da Liga ACB. Ele foi selecionado pelo New York Knicks como a 23º escolha geral no Draft da NBA de 2020. Ele também representa a Seleção Argentina de Basquetebol.

## Primeiros anos e carreira juvenil
Bolmaro começou a jogar basquete em seu país natal, Argentina. Ele começou a jogar com as equipes das divisões de base de um clube local chamado Almafuerte da cidade de Las Varillas, em Córdoba. Em 13 de abril de 2018, ele jogou pela Seleção Mundial no Nike Hoop Summit em Portland, Oregon.

## Carreira profissional

### Estudiantes de Bahía Blanca (2017–2018)
Em 16 de julho de 2017, quando tinha 16 anos, Bolmaro começou sua carreira profissional depois de assinar com o Estudiantes de Bahía Blanca da Liga Nacional de Básquet, a principal liga de basquete da Argentina. Em 23 jogos disputados durante a temporada de 2017-18, ele teve médias de 2,0 pontos, 0,7 rebotes, 0,5 assistências e 0,4 roubos de bola em 7,2 minutos por jogo.

### FC Barcelona (2018–2021)
Para a temporada de 2018-19, Bolmaro mudou-se para o FC Barcelona da Liga ACB. Quando ele jogou pelo Barcelona B, ele jogou em 33 jogos e teve médias de 10,4 pontos, 3,1 rebotes, 2,7 assistências e 1,2 roubos de bola, enquanto jogava na LEB Oro, a segunda divisão da Espanha.
Na temporada de 2019-20 do Barcelona, ele dividiu o tempo de jogo entre a equipe reserva e a equipe sênior, que competiu na Liga ACB e na EuroLeague. Durante a temporada de 2019-20 da 3ª Divisão Espanhola, enquanto jogava com o Barcelona B, ele teve médias de 14,9 pontos, 2,7 rebotes, 3,6 assistências e 1,8 roubos de bola em 9 jogos. Em 13 de agosto de 2020, Bolmaro assinou uma extensão de contrato com o Barcelona até 2023. Depois de ser selecionado no draft da NBA de 2020, Bolmaro optou por ficar no FC Barcelona.
Em setembro de 2021, Bolmaro pagou sua cláusula de rescisão para deixar o Barcelona e, a partir de então, poder assinar um contrato com o Minnesota Timberwolves.

### Minnesota Timberwolves (2021-2022)
No draft da NBA de 2020, Bolmaro foi selecionado pelo New York Knicks com a 23ª escolha geral, mas seus direitos de draft foram negociados com o Minnesota Timberwolves em uma troca de três equipes. Em 18 de setembro de 2021, Bolmaro assinou um contrato de 4 anos e US$ 11,8 milhões com os Timberwolves. Em 20 de outubro de 2021 Bolmaro estreou na NBA na vitória por 124-106 contra o Houston Rockets. Ele não tinha visto muitos minutos antes de 27 de novembro de 2021, em que jogou 17 minutos contra o Philadelphia 76ers.

## Carreira na seleção

### Seleção júnior
Em 2017, Bolmaro ganhou uma medalha de prata com a Seleção Argentina Sub-17 na Copa América Sub-17 em Lima. Ele teve uma média de 13,8 pontos. Bolmaro também representou a Seleção Argentina Sub-19 na Copa do Mundo Sub-19 de 2019 em Heraklion, Grécia, onde sua equipe terminou em 11º lugar. Ele foi o artilheiro da equipe com média de 10,8 pontos.

### Seleção Sênior
Em 29 de julho de 2021, Bolmaro marcou 2 pontos em uma derrota para a Espanha nos Jogos Olímpicos de Verão de 2020 em Tóquio, Japão.

## Estatísticas da NBA

### Temporada regular
| Ano     | Equipe    | PJ | PT | MPJ | AP   | 3P   | LL   | RT  | AS  | BR  | TO  | PPJ |
| ------- | --------- | -- | -- | --- | ---- | ---- | ---- | --- | --- | --- | --- | --- |
| 2021-22 | Minnesota | 35 | 2  | 6.9 | .315 | .278 | .846 | 1.2 | 0.6 | 0.2 | 0.0 | 1.4 |